# Opsion humerella
Opsion humerella är en tvåvingeart som beskrevs av Edwards 1941. Opsion humerella ingår i släktet Opsion och familjen svampmyggor. Inga underarter finns listade i Catalogue of Life.